# جدري الضأن
جدري الضأن أو جدري الأغنام أو نَبْح أو قُعَاص مرض شديد العدوى يصيب الأغنام وينتج من فيروس جدري يختلف عن أرف الحميد (أو الإكثيما المعدية ). هذا الفيروس موجود في فصيلة الفيروسات الجدرية من أخطر أمراض جدري الحيوانات ويمكن أن يؤدي إلى عواقب اقتصادية قاسية بسبب رداءة جودة الصوف والجلد. وهو يصيب الغنم دون الماعز.